# Вассальное государство
Васса́льное госуда́рство — государство, которое находится в подчинении другому государству, выступающему в роли сюзерена. Вассальное государство сохраняет своего правителя и самостоятельное внутреннее управление.

## История
Различные виды отношений межгосударственной зависимости известны с глубокой древности. В эпоху феодализма зависимость государства формально закреплялась принесением главой вассального государства присяги «на верность и послушание» главе государства-сюзерена, в соответствие с системой вассалитета. Таким образом, зависимость носила личный характер, и вассалом являлся, скорее, правитель подчинённого государства, чем оно само по себе.
В Новое время в вассальную зависимость попадали многие государства, попавшие в сферу политических и экономических интересов великих держав, либо созданные ими (например, отношения между Францией и её «дочерними» республиками). Вместо вассальной клятвы правителя, состояние вассальной зависимости стало оформляться межгосударственными договорами, и решениями международных форумов (например, решение Берлинского конгресса 1878 о статусе княжества Болгария).
Со временем, по мере развития капитализма и колониальной системы, вассалитет как форма межгосударственных отношений постепенно утратил своё значение. В Европы последними вассальными государствами считаются Румыния, Сербия и Черногория (в зависимости от Оттоманской Империи до 1878) и Болгария (в зависимости от Турции до 1908); в настоящее время в Европе по традиции сохраняется вассальная зависимость Андорры от Франции и испанского епископа Урхельского (выплата дани была прекращена в 1993 году). Вне Европы последним значимым примером вассального государства был Египет, формально сохранявший зависимость от Оттоманской империи до 1914 года.
Термин «вассальное государство», как укорененный в феодальной системе, относится прежде всего к средневековью, но используется и по отношению к государствам, существовавшим в Новое время, когда концепция государственного суверенитета не была устоявшейся и закрепленной в международном праве.
В Новейшее время государство со схожими отношениями с другим, более сильным, оформлялось как протекторат , либо считалось марионеточным.

## Статус вассального государства
Вассальное государство подчиняется власти государства-сюзерена, и не имеет права проводить самостоятельную внешнюю политику, в частности, поддерживать дипломатические отношения и заключать договоры с другими государствами. Такие договоры, политические, торговые, таможенные и другие, заключённые государством-сюзереном, как правило распространяются и на вассальное государство; таким образом на внешней арене государство-сюзерен выступает за него. Оно может быть лишено и некоторых существенных прав во внутреннем управлении (например, права чеканки своей монеты). В остальном такое государство сохраняет самостоятельное внутреннее управление. Правитель вассального государства сохраняет статус и титул, бывшие у него до заключения вассального договора.
Среди наиболее существенных обязанностей вассального государства по отношению к сюзеренному можно назвать военную помощь (предоставление своих войск) и выплата дани.
Подчиняясь господству государства-сюзерена, вассальное государство не обладает суверенитетом; попытка такого государства расторгнуть договор может расцениваться сюзереном как мятеж.
Внешне вассальные государства сохраняют признаки суверенитета, и их связь с государством-сюзереном можно было бы отнести к обычным международным отношениям, даже учитывая неравноправность договора, однако вассальный договор не просто неравноправен, он забирает многие суверенные права, такие как право вступать в союзы, объявлять войну и заключать мир. Помимо этого, обычно ущемляются и суверенитет во внутренних делах: сюзерен обычно приобретает особые права на территории вассала; например, контрольные (судебные или финансовые) права или иммунитетные льготы для подданных государства-сюзерена. 
Вассальный договор не является равноправным не только во внешнеполитическом, но и в военном отношении: нападение на государство-вассала не обязует государства-сюзерена защищать его, в отличие от государства-протектора, которое обязано считать нападение на покровительствуемое им государство нападением на себя самого.
Государства, основной обязанностью которых по отношению к верховному государству была только выплата дани, могут скорее быть классифицированы, как государства-данники.
Вассальное государство может рассматриваться как не входящее в состав государства-сюзерена, и как часть сложного государства, несмотря на то, что оно не принимает участия в отправлениях власти верховного государства, этим отличаясь от государства-члена конфедерации. Государство-сюзерен, вместе со всеми своими вассальными государствами, может рассматриваться как особый тип сложного государства — сюзеренное государство; однако господствующее государство как правило не рассматривает граждан государства-вассала как своих подданных; в сюзеренном государстве не существует никаких учреждений, общих для государства-сюзерена и государств-вассалов.
Вассальное государство может быть формой существования ранее полностью зависимой территории на пути обретения независимости (например Княжество Сербия).

## Примеры вассальных государств
- Вассальные государства Российской империи:
  - Букеевское ханство — 1801—1845 гг.
  - Бухарский эмират — с 1868 года
  - Кокандское ханство — с 1868 года по 1876 год
  - Хивинское ханство — с 1873 года
- Вассальное государство Польского королевства (затем Короны Королевства Польского, которое при этом с 1569 года входило в формально равноправный союз-унию с Великим Княжеством Литовским — Речь Посполитую)
  - Герцогство Пруссия — с 1525 года до 1657 года
- Вассальное государство Великого Княжества Литовского (которое при этом с 1569 года входило в формально равноправный союз-унию с Короной Королевства Польского — Речь Посполитую)
  - Курляндия и Семигалия — с 1561 года по 1795 год (соответствующий трактат подписал глава Ливонского ордена Готхард Кетлер, по которому разбитая Русским государством Ливония передавалась ему в качестве наследственного владения вместе с титулом герцога и на правах фактического польского вассала).
- Вассальные государства Австро-Венгрии:
  - Лихтенштейн — до конца Первой мировой войны.
- Вассальные государства Османской империи:
  - Молдавия, Валахия и Крымское ханство
  - Румыния и Сербия — до 1878 года.
  - Болгария — до 1908 года.
  - Самос — до 1912 года.
  - Египет — до 1914 года.
- 1115 год — Онфруа I де Торон, норманн, впервые упоминается как вассал Жоселина де Куртенэ, князя Галилеи.
- 1154 год — граф Анжуйский, вассал французского короля, занял английский престол под именем Генриха II, положив начало королевской династии Плантагенетов[источник не указан 1668 дней].
- 1243 год — Ярослав Всеволодович был вызван в Орду и признан монголами старейшим среди всех князей Руси («стареи всем князем в Русском языце»). В 1240-е годы и многие другие русские князья посетили Золотую Орду с изъявлением покорности.
- 1243 год — Конийский султанат превратился в вассала монгольских ильханов Ирана.
- 1245—1246 годы — Даниил Галицкий был вынужден поехать в Орду, в Сарай и признать зависимость от Золотой Орды, чтобы сохранить своё государство в Юго-Западной Руси. Хотя его приняли там довольно милостиво, но перенесённые унижения заставили древнерусского летописца заключить рассказ свой словами: «О злее зла честь татарская!».
- начало XIII века — Апакидзе — грузинский княжеский род, вассалы владетелей Мегрелии.
- Константин II Асень был назван императором Болгарии и правил до 1422 года как турецкий вассал.
- 1452—1681 годы — на территории современной Рязанской области существовало Касимовское ханство, вассальное государственное образование, зависимое от Русского государства. Ханство никогда не имело политической самостоятельности. Ханы, назначавшиеся из Москвы, со временем стали выполнять в основном представительские функции. Всеми делами фактически стали управлять назначаемые из Посольского приказа воеводы.
- 1478 год — Крымское ханство стало вассалом Османской империи и сохранилось в этом качестве до Кючук-Кайнарджийского мира 1774 года.
- На конец XIX столетия Альвар или Ульвар — небольшое индобританское вассальное государство[11][12][13].
- На начало XX столетия, Суракарта — туземное, вассальное нидерландское государство[14][12].
- На начало XX столетия, Барвани — вассальное государство[15][16].
- На начало XX столетия, Барода (Baroda) — английское вассальное государство[17].
- На начало XX столетия, Бхартпур (Bhartpur) — британское вассальное государство[18].
- На начало XX столетия, Гарвал (Garhwal) — индо-британское вассальное государство[19].
- В 1930-е годы, Джодпур (Jodhpur), или Марвар (Marwar) — вассальное государство в Британской Индии[20].
- На начало XX столетия, Кашмир — индо-британское вассальное государство[21].
- На начало XX столетия, Кочин (Cochin) — британское вассальное государство[22].
- и так далее.